# Stopplaats 't Weijver
Stopplaats 't Weijver (telegrafische code: wijr) was een stopplaats aan de voormalige spoorlijn Hoorn - Bovenkarspel-Grootebroek waar tegenwoordig Venhuizen ligt. De stopplaats was geopend van 2 december 1913 tot 1935.